# Avon Championships of Los Angeles 1982
Avon Championships of Los Angeles 1982 — жіночий тенісний турнір, що проходив на закритих кортах з килимовим покриттям Forum у Лос-Анджелесі (США) в рамках циклу Avon Championships 1982. Турнір відбувся вдев'яте і тривав з 1 березня до 7 березня 1982 року. П'ята сіяна Міма Яушовец здобула титул в одиночному розряді, й отримала за це 30 тис. доларів США.

## Фінальна частина

### Одиночний розряд
Міма Яушовец —  Сільвія Ганіка 6–2, 7–6(7–4)
- Для Яушовець це був 1-й титул в одиночному розряді за сезон і 5-й (останній) - за кар'єру.

### Парний розряд
Кеті Джордан /  Енн Сміт —  Барбара Поттер /  Шерон Волш 6–3, 7–5

## Розподіл призових грошей
| Дисципліна       | П       | F       | ПФ     | ЧФ     | 1/8    | 1/16   | Попер. коло |
| Одиночний розряд | $30,000 | $15,000 | $7,350 | $3,600 | $1,900 | $1,100 | $700        |